# Jean-Michel Capoue
Pour les articles homonymes, voir Capoue (homonymie).
Jean-Michel Capoue, né le 18 septembre 1972 à Pointe-à-Pitre en Guadeloupe, est un footballeur français. Il évolue au poste de milieu défensif du début des années 1990 à la fin des années 2000. Il fait l'essentiel de sa carrière à l'AS Cannes.

## Biographie
Formé aux Chamois niortais, il évolue notamment à l'AS Cannes dont il défend les couleurs pendant une dizaine d'années et avec qui il connait la première division, la seconde division, la Coupe Intertoto et la Coupe UEFA.
Il termine sa carrière en 2009 à l'Entente SSG.
Il est le cousin des joueurs de football professionnels Etienne Capoue et Aurélien Capoue.